# Ana Cristina de Sulzbach
Ana Cristina Luisa del Palatinado-Sulzbach (en alemán, Anna Christine Luise von Pfalz-Sulzbach; Sulzbach, 5 de febrero de 1704-Turín, 12 de marzo de 1723) fue una princesa coronada del Reino de Cerdeña.

## Primeros años
Era la hija menor del conde palatino Teodoro Eustaquio de Sulzbach, del Palatinado-Sulzbach de la Casa de Wittelsbach, y de su esposa, la condesa María Leonor de Hesse-Rotenburg.

## Matrimonio y descendencia
El 15 de marzo de 1722 se casó en Vercelli con Carlos Manuel, duque de Saboya y sucesor al trono de Cerdeña, que más tarde se convirtió en rey como Carlos Manuel I.
La pareja tuvo sólo un hijo, Víctor Amadeo (7 de marzo de 1723-11 de agosto de 1725), duque de Aosta.

## Muerte
A la edad de diecinueve años, Ana Cristina, escasamente un año después de su ceremonia nupcial, falleció tras el parto. Habiendo muerto antes de la ascensión al trono de su marido, no se convirtió en reina de Cerdeña. Fue enterrada en la catedral de San Juan Bautista de Turín y en 1786 fue trasladada a la Basílica de Superga.

## Ancestros
- Datos: Q62104
- Multimedia: Anna Christine of Palatinate-Sulzbach / Q62104